# Gmach Najwyższej Izby Kontroli w Warszawie
Gmach Najwyższej Izby Kontroli – monumentalny biurowiec znajdujący się przy alei Jana Chrystiana Szucha 23 w Warszawie, wzniesiony dla Najwyższej Izby Kontroli Państwa. Od 1945 siedziba Ministerstwa Spraw Zagranicznych

## Opis

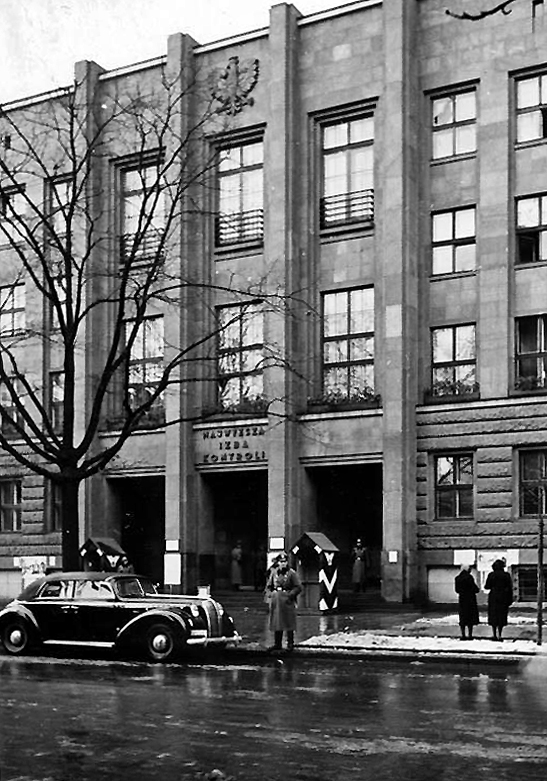
Wejście do gmachu zajętego przez Ordnungspolizei w listopadzie 1939

Gmach został wzniesiony w 1935 według projektu Tadeusza Leśniewskiego przy współpracy Stefana Colonny-Walewskiego. Najwyższa Izba Kontroli Państwa przeniosła się tam z budynku przy ul. Poznańskiej 30.
Elementem wyróżniającym gmachu, zaprojektowanego w stylu nowego klasycyzmu połączonego ze strukturalizmem, jest fasada w kolorze czerwonym. Ten efekt uzyskano poprzez obłożenie jej płytami ciemnoczerwonego piaskowca tumlińskiego. Reprezentacyjny hol został wyłożony czarnym marmurem. Detale zewnętrzne i wystrój wnętrz wykonano w stylu art déco.
W czasie II wojny światowej budynek znalazł się w obrębie niemieckiej dzielnicy policyjnej. Władze okupacyjne przeznaczyły go na siedzibę Policji Porządkowej (Ordnungspolizei − OrPo). W budynku ulokowały się także podległe OrPo: Komenda Policji Ochronnej (Schutzpolizei), dowództwo pułku policji SS (SS-Polizei-Regiment Warschau, od lipca 1942 SS-Polizei-Regiment 22) oraz Komenda Żandarmerii (Gendarmerie).
Gmach nie został zniszczony w czasie wojny i w 1945 stał się siedzibą Ministerstwa Spraw Zagranicznych. Ok. 1950 do budynku (od strony ul. Litewskiej) dobudowano skrzydło boczne w stylu neoracjonalizmu.